# Salsa (ball)
|  | Aquest article tracta sobre el ball. Si cerqueu el gènere musical, vegeu «Salsa (música)». |

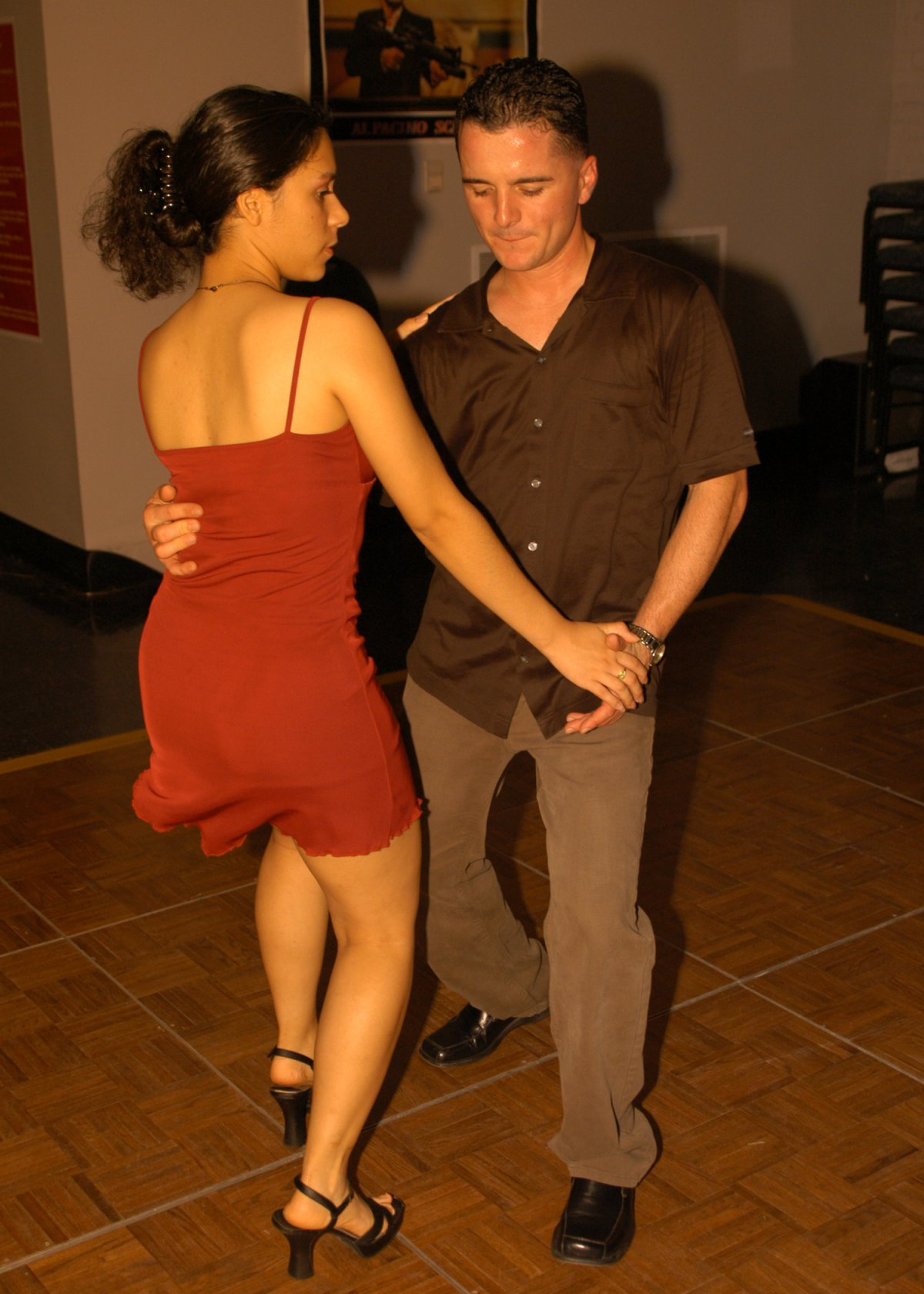
Una parella ballant salsa.

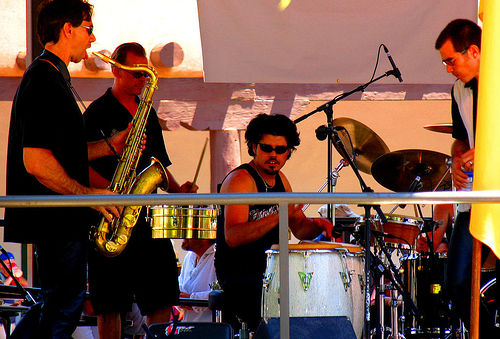
Grup musical de salsa.

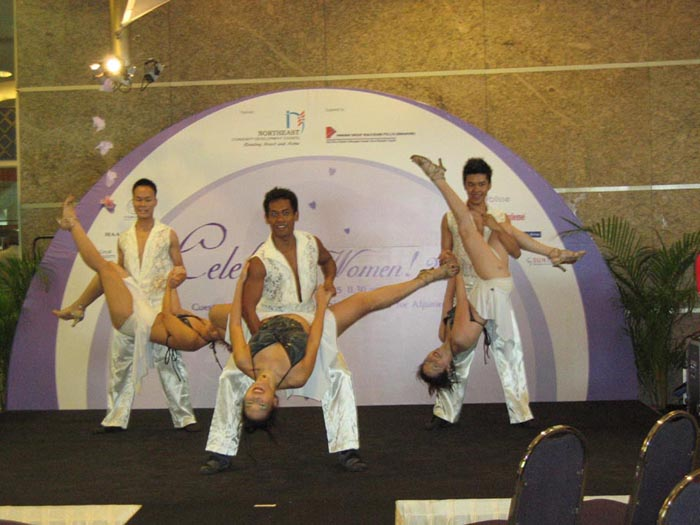
Ballarins de salsa.

La salsa és un ball afrocaribeny que neix de l'encontre de distintes modalitats de música ballable pròpies de l'Amèrica Llatina amb el jazz.
És difícil d'enquadrar el seu naixement en un període històric concret: per a alguns, la salsa va néixer als anys vint del segle xx, quan Ignacio Piñeiro va compondre "Échale salsita"; per a altres va ésser als anys 40 quan Arsenio Rodríguez inicià una evolució que no va concloure fins a la consecució de les modernes bandes de salsa; i, per a un tercer grup, va ésser necessari esperar fins als anys 60 en què El Gran Combo de Puerto Rico va obtindre el seu primer èxit amb "La muerte", una guaracha que anuncià la nova direcció que acabarà prenent la música llatina. No és fins a 1971, però, que una petita companyia discogràfica fundada per Johnny Pacheco i Jerry Massucci (Fania Records), un concert al Club Cheetah de Manhattan, i una pel·lícula ("Salsa"), li acabaran de donar denominació d'origen.
Entre 1971 i 1973 obté el màxim ressò comercial i l'any 1975 arriba a la seua màxima popularitat. A partir d'aquell moment, els empresaris saquegen el repertori de la música cubana dels 40 i dels 50 i el venen amb el nom de "salsa", una etiqueta creada per Jerry Massucci, després d'una entrevista amb Izzy Sanabria (director de la revista Latin N.Y.) per tal d'identificar els discos de la seua companyia, i que acabarà servint tant per definir una expressió de joia i d'alegria (com fuego, sabor o azúcar) com per fer referència a un moviment social, cultural i artístic d'arrels tan àmplies com el rock.
Els moments més baixos d'aquest moviment se situen al voltant dels anys 80, amb la denominada salsa romàntica. La recuperació creativa arriba el 1984 amb l'anomenada salsa conscient i amb Rubén Blades com a cap. Si Willie Colón té el mèrit de personalitzar, en el seu moment, els clàssics esquemes cubans amb un toc de modernitat, les darreres generacions han sabut actualitzar la seua sonoritat en afegir-hi elements de rock, swing o rap. Així, avui podem parlar de diverses modalitats de salsa: segons el tema (salsa romàntica, salsa eròtica i salsa conscient), segons el ritme (salsa africana, salsa baleada, salsa cubana o salsa metropolitana -per oposició a la produïda als centres salsers d'àmbit caribeny) o segons el seu origen (salsa veneçolana, salsa panamenya, etc.).
Els locals on es balla salsa són coneguts com a salseries. A l'hora de sortir a la pista, els ballarins empren la majoria de figures dels balls llatins en les seues coreografies. Més que un ball, doncs, és una forma de ballar (tant junt com separat), un estil, que permet ballar sol o en parella, sempre però amb una gran mobilitat de cintura i de malucs, i que obliga gairebé a ballar-lo entravessat, a contratemps. Contràriament al son, ací els peus no arriben a ajuntar-se en el darrer temps, i les sèries solen de quatre moviments en quatre temps. El pas bàsic i les figures són les mateixes en totes les modalitats, però l'estil canvia en funció del tempo i del ritme. Així, la salsa cubana talla el moviment de malucs i té una sèrie de figures semblants a les del rock, mentre que la salsa romàntica es caracteritza pel sensual vinclament de cossos al compàs de la música i pel contacte entre els ballarins.
A Colòmbia, la salsa arriba amb més revolucions: si el ballador de Barranquilla és pausat i cadenciós, el de Cali és accelerat i infatigable. Existeix, també, una modalitat de salsa de ritme molt ràpid i plena de figures acrobàtiques que es balla principalment als Estats Units. A Europa, l'Escola Internacional la inclou en la categoria de ball social.
Les combinacions més usuals són el pas bàsic, el pas lateral, el balanceig (endavant-endarrere), l'obre-tanca, el pas entrecreuat, el pas girat, el setanta, el setanta complicat, el pas dels enamorats i els girs (a la dreta o a l'esquerra) i desplaçaments. En grup es balla, de vegades, en forma de roda (roda cubana).